# Listă de dramaturgi ruși

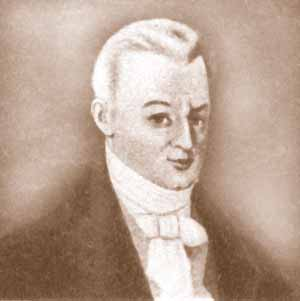
Alexander Ablesimov

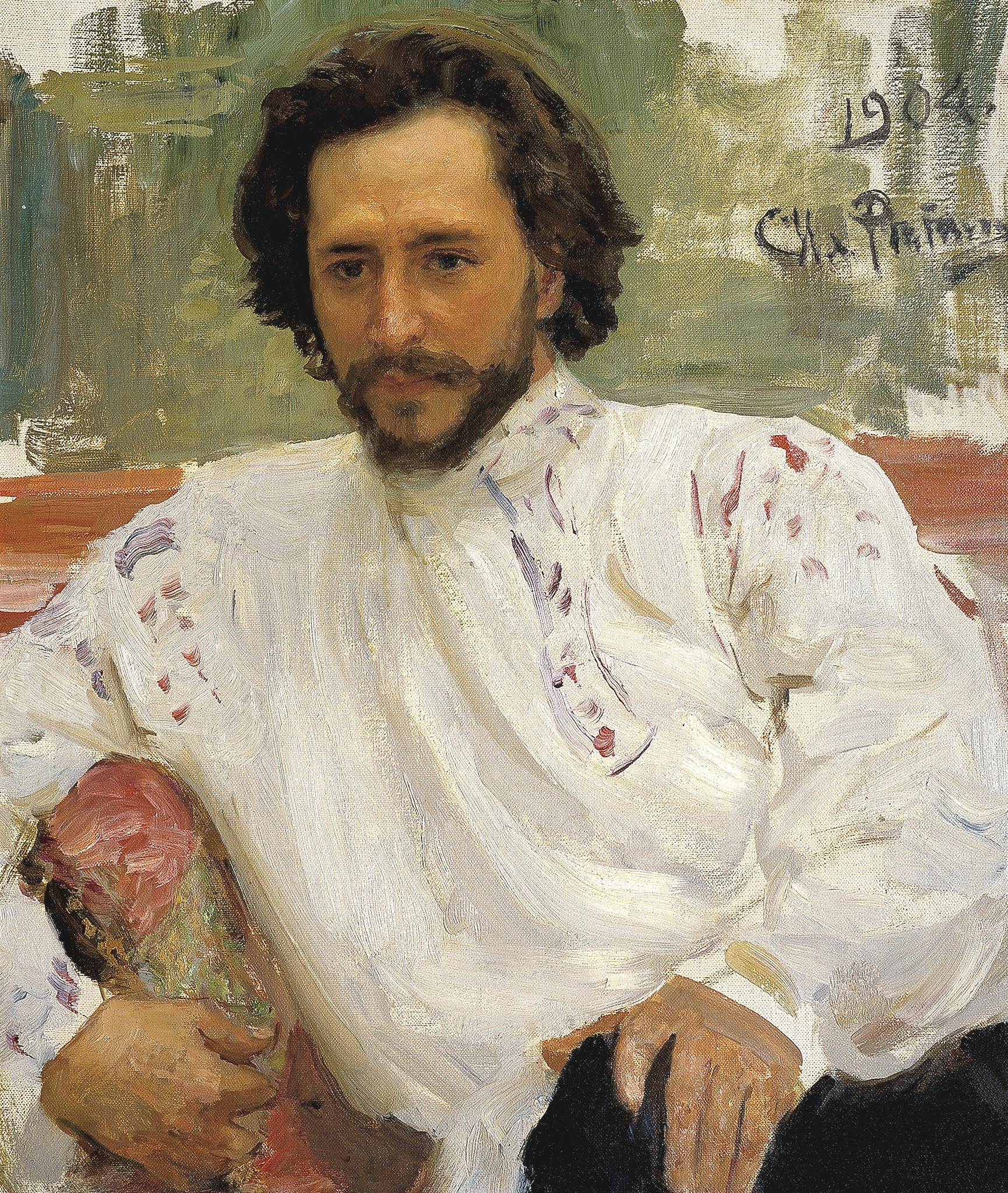
Leonid Andreev

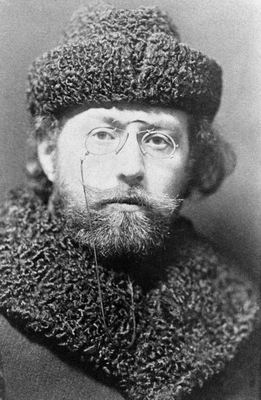
Mikhail Artsybashev

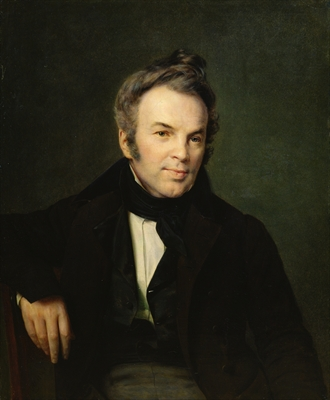
Ivan Lazhechnikov

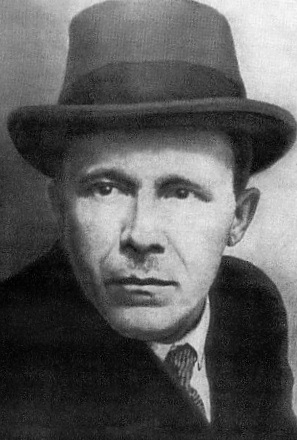
Alexandr Neverov în 1925

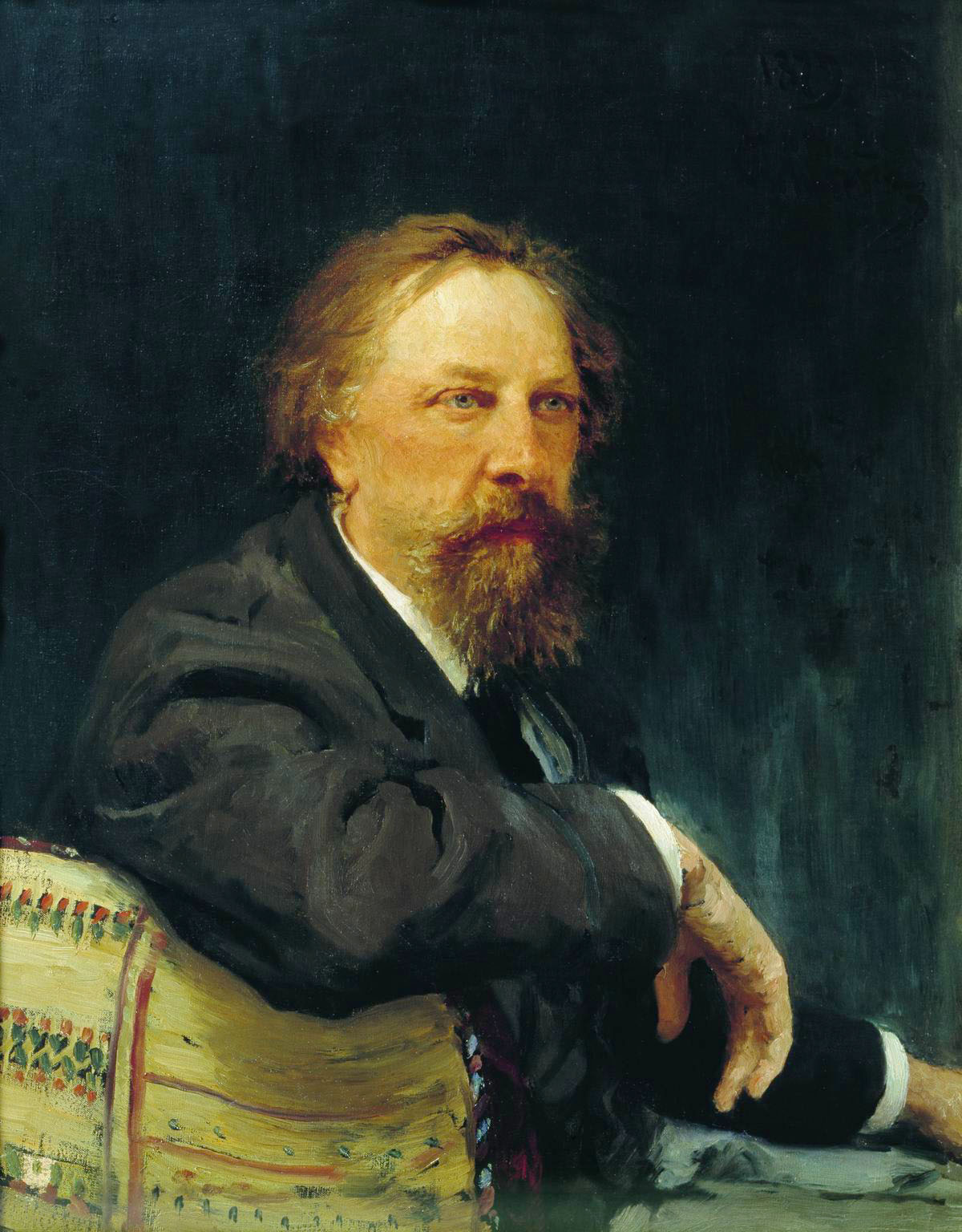
A.K.Tolstoy de Repin

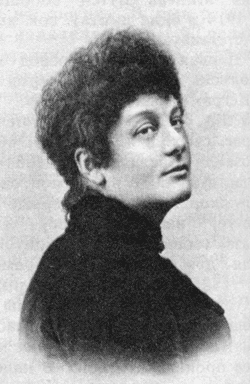
Anastasia Verbitskaya

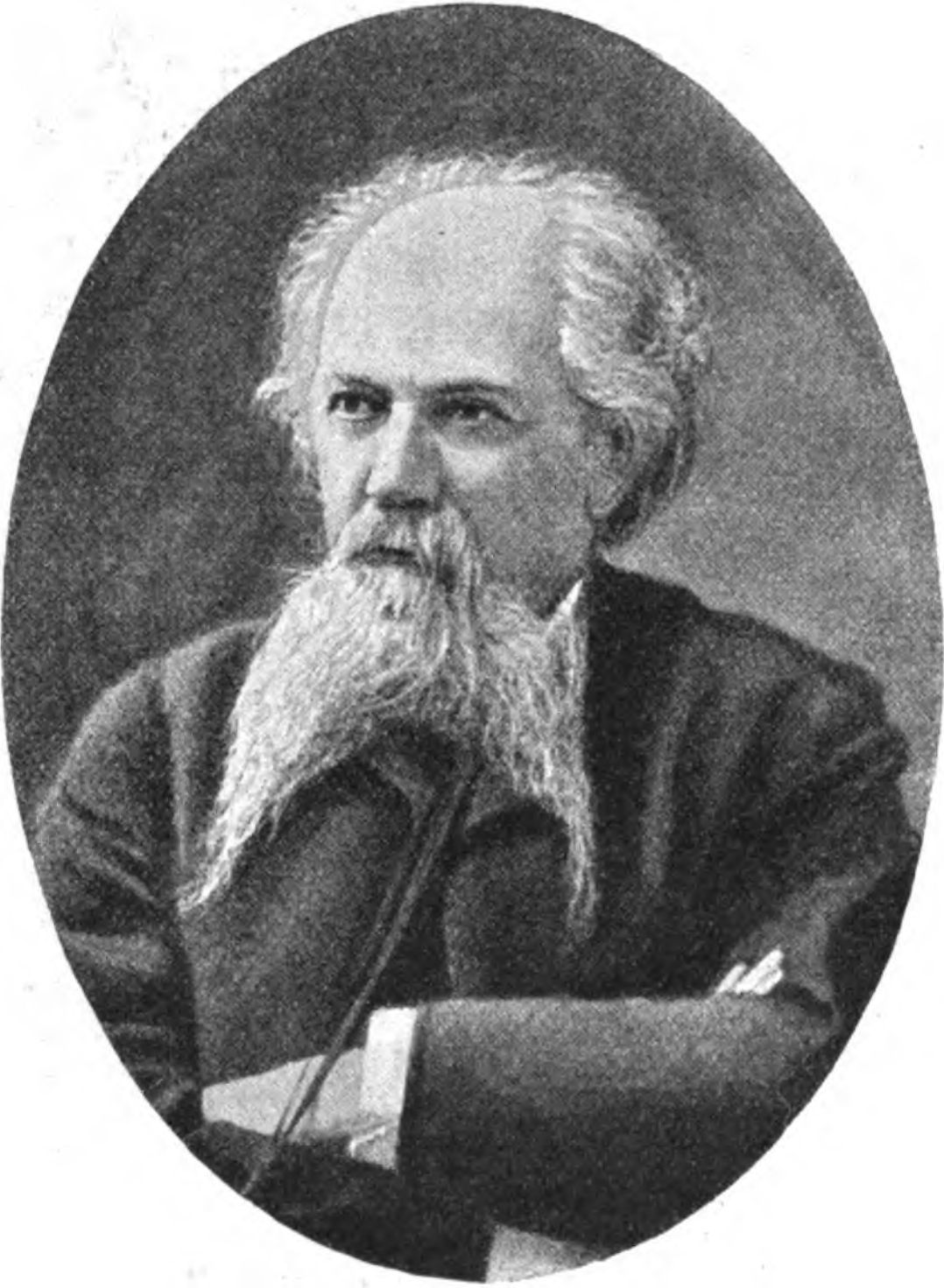
Aleksey Zhemchuzhnikov

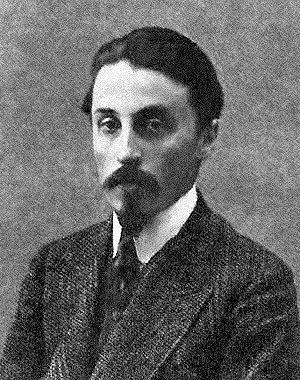
Boris Zaitsev

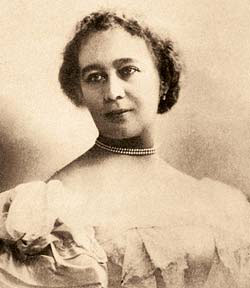
Lidia Zinovieva Annibal

Aceasta este o listă în ordine alfabetică de autori care au scris lucrări dramatice în limba rusă:

## A
- Alexander Ablesimov (1742-1783)
- Aleksandr Afinoghenov (1904-1941)
- Leonid Andreev (1871-1919)
- Maria Arbatova (n. 1957)
- Aleksei Arbuzov (1908-1986)
- Mikhail Artsybashev (1878-1927)
- Arkady Averchenko (1881-1925)

## B
- Isaac Babel (1894-1940)
- Eduard Bagrițki (1868–1934)
- Vladimir Bill-Beloțerkovski (1885-1970)
- Pyotr Boborykin (1836-1921)
- Oleg Bogayev (n. 1970)
- Mihail Bulgakov (1891-1940)

## C
- Anton Cehov (1860-1904)
- Evgeny Chirikov (1864-1932)
- Marele Duce Constantin Constantinovici al Rusiei (1858-1915)
- Ilie Constantinovschi (1913-1955)

## D
- Grigoriy Demidovtsev (n. 1960)
- Victor Denisov (n. 1944)

## E
- Ecaterina a II-a a Rusiei (1729-1796)
- Nikolai Erdman (1900-1970)
- Nikolai Evreinov (1879-1953)

## F
- Denis Ivanovici Fonvizin (1744/45-1792)
- Olga Forsh (1873–1961)

## G
- Alexander Galich (1918-1977)
- Zinaida Gippius (1869-1945)
- Nikolai Gogol (1809-1852)
- Dmitry Gorchakov (1758-1824)
- Boris Gorbatov
- Grigori Gorin (1940-2000)
- Maxim Gorky (1868-1936)
- Aleksandr Griboiedov (1795-1829)
- Isabella Grinevskaya (1864-1944)
- Elena Guro (1887-1913)

## H
- Daniil Harms  (1905-1942)
- Lev Lunts (1901-1924)

## I
- Viaceslav Ivanov (1895-1963)

## K
- Vasily Kapnist (1758-1823)
- Valentin Kataev (1897-1986)
- Pavel Katenin (1792-1853)
- Yevgeny Kharitonov (1941-1981)
- Daniil Kharms (1905-1942)
- Mikhail Kheraskov (1733-1807)
- Vladimir Kirshon (1902-1938)
- Iakov Kniajnin (1740/42-1791)
- Ivan Andreevici Krîlov (1769—1844)
- Eugene Kozlovsky (n. 1946)
- Ivan Krylov (1769-1844)
- Wilhelm Küchelbecker (1797-1846)
- Nestor Kukolnik (1809-1868)

## L
- Ivan Lazhechnikov (1792–1869)
- Boris Lavreniov (1891-1959)
- Leonid Leonov (1899-1994)
- Dmitri Lipskerov (n. 1964)

## M
- Anatoly Marienhof (1897-1962)
- Samuil Marshak (1887-1964)
- Mikhail Matinsky (1760-c1820)
- Vladimir Maiakovski (1893-1930)
- Serghei Mihalkov (1913-2009)

## N
- Vladimir Nabokov (1899-1977)
- Löb Nevakhovich (1776/78-1831)
- Alexander Neverov (1886-1923)
- Nikolai Nikolev (1758-1815)
- Osip Notovich (1849-1914)

## O
- Alexander Ostrovsky (1823-1886)
- Valentin Ovechkin (1904-1968)
- Vladislav Ozerov (1769-1816)

## P
- Vera Panova (1905-1973)
- Lyudmila Petrushevskaya (n. 1938)
- Aleksey Pisemsky (1821-1881)
- Andrei Platonov (1899-1951)
- Nikolai Pogodin (1900-1962)
- Mikhail Popov (1742-1790)
- Alexander Preys (1905-1942)
- Iosif Prut (1900-1996)
- Aleksandr Pușkin (1799-1837))

## R
- Edvard Radzinsky (n. 1936)
- Vyacheslav Rybakov (n. 1954)

## S
- Natalya Sats (1903-1993)
- Shchepkina-Kupernik (1874-1952
- Evgeny Shvarts (1896-1958)
- Vassily Sigarev  (n. 1977)
- Anatoli Sofronov (ru) (1911 - 1990)
- Fyodor Sologub (1863-1927)
- Ksenya Stepanycheva (n. 1978)
- Aleksandr Sukhovo-Kobylin (1817-1903)
- Alexander Sumarokov (1717-1777)

## T
- Yelizaveta Tarakhovskaya (1891-1968)
- Modest Tchaikovsky (1850-1916)
- Nadezhda Teffi (1872-1952)
- Viktoriya Tokareva (n. 1937)
- Aleksei Konstantinovici Tolstoi (1817-1875)
- Aleksei Nikolaevici Tolstoi (1883-1945)
- Lev Tolstoi (1828-1910)
- Sergei Tretyakov (1892-1937)
- Ivan Turgheniev (1818-1883)

## U
- Eduard Uspensky (n. 1937)

## V
- Alexander Vampilov (1937-1972)
- Anastasiya Verbitskaya (1861-1928)
- Vsevolod Vișnevski (1900-1951)

## Z
- Mark Zakharov (n. 1933)
- Boris Zaytsev (1881-1972)
- Aleksey Zhemchuzhnikov (1821-1908)
- Lydia Zinovieva-Annibal (1866-1907)

## Vezi și
- Listă de piese de teatru rusești
- Listă de dramaturgi
- Listă de dramaturgi sovietici
- Listă de scriitori ruși